# Langrisser V: The End of Legend
Langrisser V: The End of Legend è un videogioco di ruolo sviluppato dalla CareerSoft e pubblicato dalla NCS nel 1998 per Sega Saturn e PlayStation. Si tratta del quinto capitolo della serie iniziata con Langrisser, e non è stato mai esportato al di fuori del Giappone.
La storia di Langrisser V: The End of Legend prende piede poco dopo gli eventi che hanno portato alla conclusione di Langrisser IV, e non hanno alcun collegamento con i primi tre capitoli della serie.
Come nei precedenti capitoli, il character design del gioco è disegnato da Satoshi Urushihara, mentre la colonna sonora è stata composta da Noriyuki Iwadare.